# Calugerà
Calugerà, Calogerà, Calogera, Caloghera, il Lazzeretto o Lazzaretto (in croato: Ošljak e anche Lazaret) è un isolotto della Croazia situato nel mare Adriatico vicino alla costa orientale di Ugliano. Appartiene al comune di Oltre e fa parte dell'arcipelago zaratino.
Il villaggio omonimo con un piccolo porticciolo si trova sulla costa occidentale, e conta 29 abitanti.

## Geografia
Calugerà si trova nel canale di Zara (Zadarski kanal), 780 m a nord del villaggio di Calle e circa 940 m a sud-est di Oltre. L'isolotto ha una forma ovale, una superficie di 0,332 km², uno sviluppo costiero di 2,41 km e ha un'altezza di 88,8 m. A nord-ovest a 1,5 km si trova l'isolotto di San Paolo.

### Flora e fauna

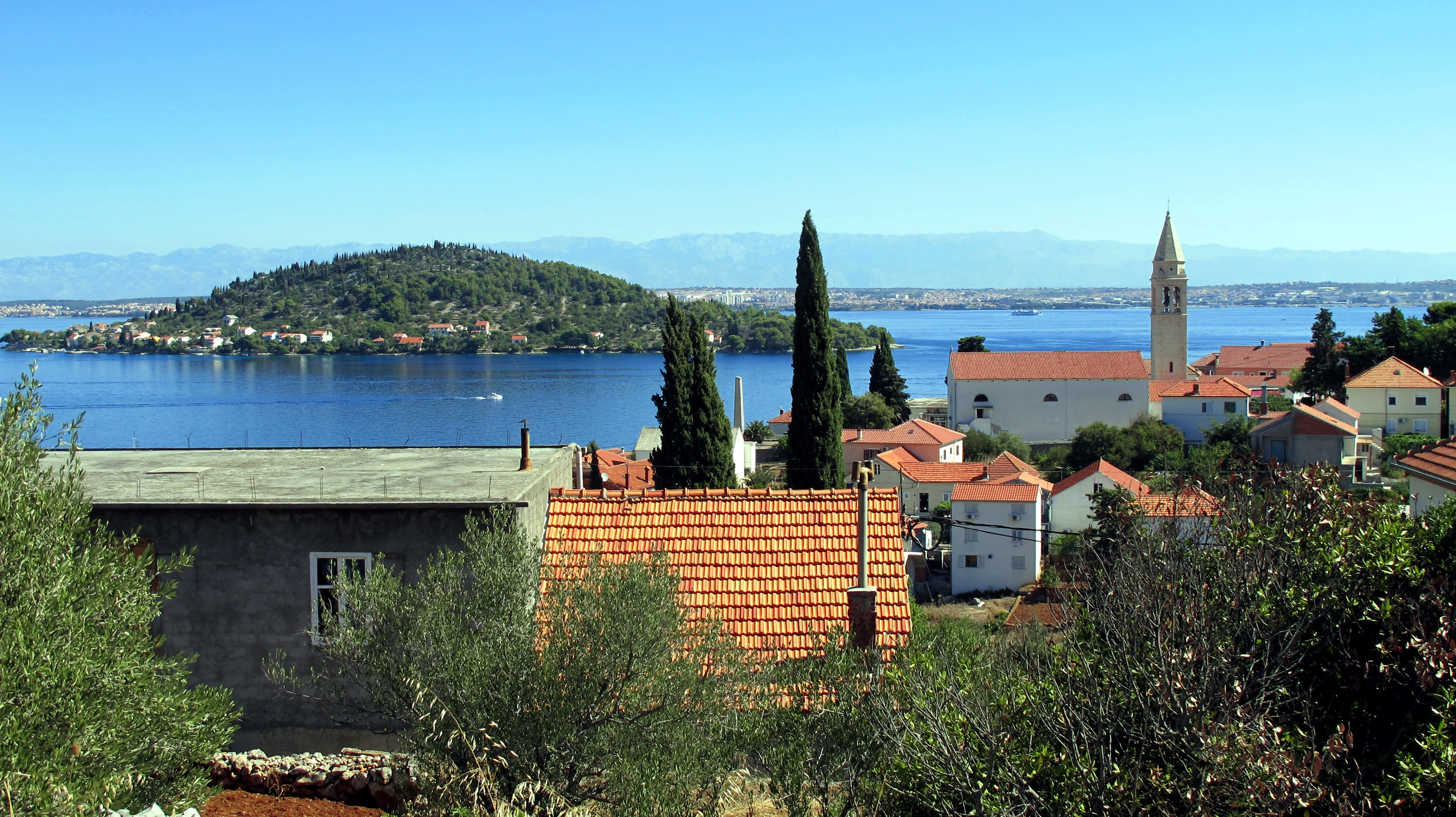
Vista dell'isola di Calugerà da Calle sull'isola di Ugliano.

L'isola è stata identificata come area naturale protetta dal 1985. È ricoperta da foreste di cipressi e pini, macchia mediterranea e vecchi oliveti.
Vi sono specie di uccelli in via di estinzione e rigorosamente protette, presenti nella lista rossa IUCN: tottavilla (Lullula arborea), calandro (Anthus campestris), falco pellegrino (Falco peregrinus), aquila reale (Aquila chrysaetos), marangone dal ciuffo (Phalacrocorax aristotelis), biancone (Circaetus gallicus), svasso collorosso (Podiceps grisegena), beccapesci (Thalasseus sandvicensis), falco della regina (Falco eleonorae) e berta maggiore (Calonectris diomedea). Nonché quattro specie di anfibi e rettili rigorosamente protette, tra cui la tartaruga comune (Caretta caretta).

## Storia
Abitata fin da tempi antichi, presenta resti romani. In quanto roccaforte strategicamente importante nel Canale di Zara, fu in diverse occasioni (ad esempio nel 1242 durante la rivolta di Zara alla Serenissima e dal 1311 al 1313 durante la seconda guerra di Zara fra Repubblica di Venezia e Regno d'Ungheria) il luogo dello sbarco dell'esercito veneziano durante il suo attacco a Zara. Nel 1320, si fa menzione che fosse in possesso dell'arcidiocesi di Zara. Nel 1555 l'isola passò a diverse famiglie nobili di Zara, in quest'ordine: i Cedolini, i Cortese, i Fozza e i Soppe. Da quest'ultimi, ai tempi della Repubblica di Venezia, fu poi acquistata dai Calogera (Kalogera) che danno il nome all'isola, una famiglia probabilmente di Creta (o forse di Corfù). Successivamente fu venduta ai Licini, che portarono i primi abitanti sull'isolotto, per poi passare ai Carrara. Passò quindi ai Giurich, e nel 1641 (per altre fonti nel 1630) vi fu costruito un lazzaretto per via di una pestilenza. Un altro lazzaretto fu costruito a San Paolo nello stesso periodo. Nonostante ciò la pestilenza causò diversi morti a Zara. L'isola passò poi di nuovo ai Calogera e il cav. Giacomo Calogera vi edificò una villa, dai ruderi del lazzaretto, nel 1723. La villa purtroppo non resistette ai bombardamenti alleati della Seconda Guerra Mondiale. Nel 1725 la terra fu messa a coltura e vi fu costruito un mulino a vento (secondo altre fonti due) per macinare il grano, ma esso scomparve, o forse fu solo in rovina, già dal 1879 dal momento che a causa della variabilità del vento non si rivelò economicamente produttivo. Nel 1797, col trattato di Campoformio venne annessa assieme a tutta la Serenissima all'Austria asburgica. L'isola fu poi dei De Nachich i quali la cedettero all'inizio del XX secolo come dote di matrimonio alla famiglia Machiedo, originaria di Lesina, e già proprietaria di Martellozzi Grande. Nonostante ciò alcuni scritti la riportarono ancora come dei De Nachich. Col primo conflitto mondiale, Calogera finì sotto il Regno dei Serbi, Croati e Sloveni. Con la fine della Seconda Guerra Mondiale e le vicende delle foibe, i Machiedo-De Nachich vennero costretti all'esilio. Durante l'occupazione Italiana in Jugoslavia (1941-43) l'isola fu un campo di transito per Slavi e prigionieri politici e militari. Fu istituita sull'isola una scuola elementare che iniziò a funzionare nel 1927 (l'edificio fu costruito però solo nel 1929) e che operò fino al 1958. In seguito alle guerre jugoslave e alla conseguente indipendenza del paese nel 1991, l'isola passò poi sotto la Croazia, di cui fa ancora oggi parte.

## Monumenti e luoghi d'interesse

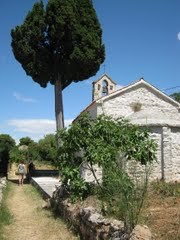
Chiesa di Santa Maria sull'isola di Calogera

Il monumento più importante dell'isola è la chiesa di Santa Maria (Sv. Marije), che fu originariamente una chiesa tardoantica dedicata a san Girolamo, ricostruita nel XV secolo durante il periodo dell'arcivescovato a Zara di Lovro Venier. Questa fu inoltre restaurata e provvista delle necessarie suppellettili dalla famiglia dei De Nachich, lavoro conclusosi il 14 Settembre 1867. Nella cappella è riportata infatti la seguente iscrizione in latino:
"HAC . SACRA . IN . AEDICVLA . DIE . XXIV . SEPTEMBRIS. MDCCCLXII . PRIMVUM . SVVM . SACRVM. SACERDOS. PHILLIPVS . NACHICH . FECIT."
Sull'isola è anche presente il villaggio di Valčić che rappresenta la parte vecchia dell'insediamento creato tra il XVII e il XVIII secolo.
Si estendono verso nord i ruderi del palazzo della famiglia Calogera raggiungibili attraverso i giardini e pergolati del parco della villa.

## Popolazione
Secondo il censimento del 2001 l'isola conta 18 abitanti, ma successivamente, attraverso la preparazione degli emendamenti al piano territoriale del comune di Oltre, è stato stabilito un nuovo dato di 59 abitanti. Quasi tutti i residenti portano il cognome Valčić. Secondo il censimento del 2011, l'insediamento contava 29 abitanti.

## Infrastrutture
L'isola ha solo un porto marittimo, un porto per traghetti, sentieri e aree pubbliche. Il porto è profondo circa 4 metri ed è ben riparato dai venti. Non ci sono strade sull'isola. L'isola è collegata da una linea di traghetti con Zara e Oltre. Il traghetto per Calugerà attracca 4 volte al giorno (2 volte da Oltre, 2 volte da Zara).

## Fatti interessanti
- La canzone più famosa su Ošljak è "Ošljačka saga" ["saga di Ošljak" (in italiano)] scritta da Davor Valčić e cantata con la sua band, i Postolar Tripper.
- Nel 2016 è stato realizzato il film documentario "Osljačka saga".

## Letteratura
Marin Buovac: Kali sull'isola di Ugljan - sviluppo documentato dell'insediamento insulare basato su materiale grafico e d'archivio [Kali na otoku Ugljanu - dokumentirani razvoj otočnog naselja na temelju grafičkoga i arhivskog materijala (in croato)], Atti "Kali", Università di Zara - Accademia croata delle scienze e delle arti - Comune di Calle, Zara, 2017, pp. 331 - 346.

### Cartografia
- (HR) Mappa topografica della Croazia 1:25000, su preglednik.arkod.hr. URL consultato il 27 febbraio 2017.
- G. Giani, Carta prospettiva delle Comuni censuarie della Dalmazia, foglio 2, 1839. Fondo Miscellanea cartografica catastale, Archivio di Stato di Trieste.
- Carta di cabottaggio del mare Adriatico, foglio VII, Milano, Istituto geografico militare, 1822-1824. URL consultato il 27 febbraio 2017 (archiviato dall'url originale il 13 aprile 2013).